# Roberto Jesús Álvares Ríos
Roberto Jesús Álvares Ríos (7 de septiembre de 1932, La Habana, Cuba) es un pintor cubano. De 1951 a 1955 cursó estudios en la Escuela Nacional de Bellas Artes San Alejandro de su ciudad natal. En 1958 estudió dibujo y pintura en la École Nationale Supérieure des Beaux Arts de París, Francia.

## Exposiciones personales
- Roberto Álvarez Ríos (1962), Galería de Arte Galiano y Concordia, La Habana, Cuba.
- Roberto Álvarez Ríos. Exposition de Peintures (2002), Galerie Foch, Rodez, Francia.

## Exposiciones colectivas
- XXXVI Salón de Bellas Artes (1955), Círculo de Bellas Artes, La Habana, Cuba.
- Ière. Biennale de París (1959), Musée d’Art Moderne de la Ville de París, París, Francia.
- Petits Formats (1994), Espace Altura, París, Francia.

- Datos: Q6109819